# Fetești
Fetești – miasto w południowo-wschodniej Rumunii, w okręgu Jałomica, nad Dunajem. Liczy około 33,2 tys. mieszkańców.